# Franska öppna 2022
Franska öppna 2022 var en Grand Slam-turnering i tennis som spelades från den 22 maj till och med den 5 juni 2022 på Stade Roland Garros i Paris. Kvalifikationstävlingar ägde rum 16–20 maj. Tävlingarna var de 121:e i ordningen och var öppna för seniorer för män respektive kvinnor i singel och i dubbel och i mixed dubbel samt för juniorer och rullstolsburna i singel och i dubbel.
Herrsingeln vanns av Rafael Nadal som besegrade Casper Ruud i finalen med 6–3, 6–3, 6–0. Nadal blev därmed den första som vunnit 14 herrtitlar i turneringen och den första som vunnit 22 Grand Slam-titlar.
Damsingeln vanns av Iga Świątek som i finalen besegrade Cori Gauff med 6–1, 6–3. Det var hennes andra titel i turneringen och tillika hennes andra Grand Slam-titel.
Herrdubblen vanns av Marcelo Arévalo och Jean-Julien Rojer som besegrade Ivan Dodig och Austin Krajicek med 6–7(4), 7–6(5), 6–3.
Damdubblen vanns av Caroline Garcia och Kristina Mladenovic som besegrade Cori Gauff och  Jessica Pegula med 2–6, 6–3, 6–2 i finalen. Matchen varade i en timme och 44 minuter.
Mixdubblen vanns av Ena Shibahara och Wesley Koolhof som i finalen besegrade Ulrikke Eikeri och Joran Vliegen med 7–6(5), 6–2.